# Noisehead Records
Noisehead Records (auch Noise Head Records) ist ein stillgelegtes Musiklabel, das seinen Sitz in Kohfidisch, Österreich, hatte. Es war spezialisiert auf (Melodic) Death und Thrash Metal.

## Geschichte
Betrieben wurde das Label von Mario Jezik. Diese führte parallel auch das Musikstudio NoiseHead Studios, in dem beispielsweise Demolition ein Album einspielte.

## Bands, die unter dem Label veröffentlichten
- Acid Death
- Aeons of Ashes
- AmongRuins
- Basanos
- Before the Fall
- Black Sound Empire
- BOON
- Darkfall
- Days of Loss
- Farm School Holocaust
- The Morphean
- Noctem
- Odium
- Perishing Mankind
- Replica
- Sickroom
- Waiting for Sunset
- Within Destruction